# Chalcoscirtus flavipes
Chalcoscirtus flavipes is een spinnensoort in de taxonomische indeling van de springspinnen (Salticidae).
Het dier behoort tot het geslacht Chalcoscirtus. De wetenschappelijke naam van de soort werd voor het eerst geldig gepubliceerd in 1935 door Lodovico di Caporiacco.